# ون أستور بلازا

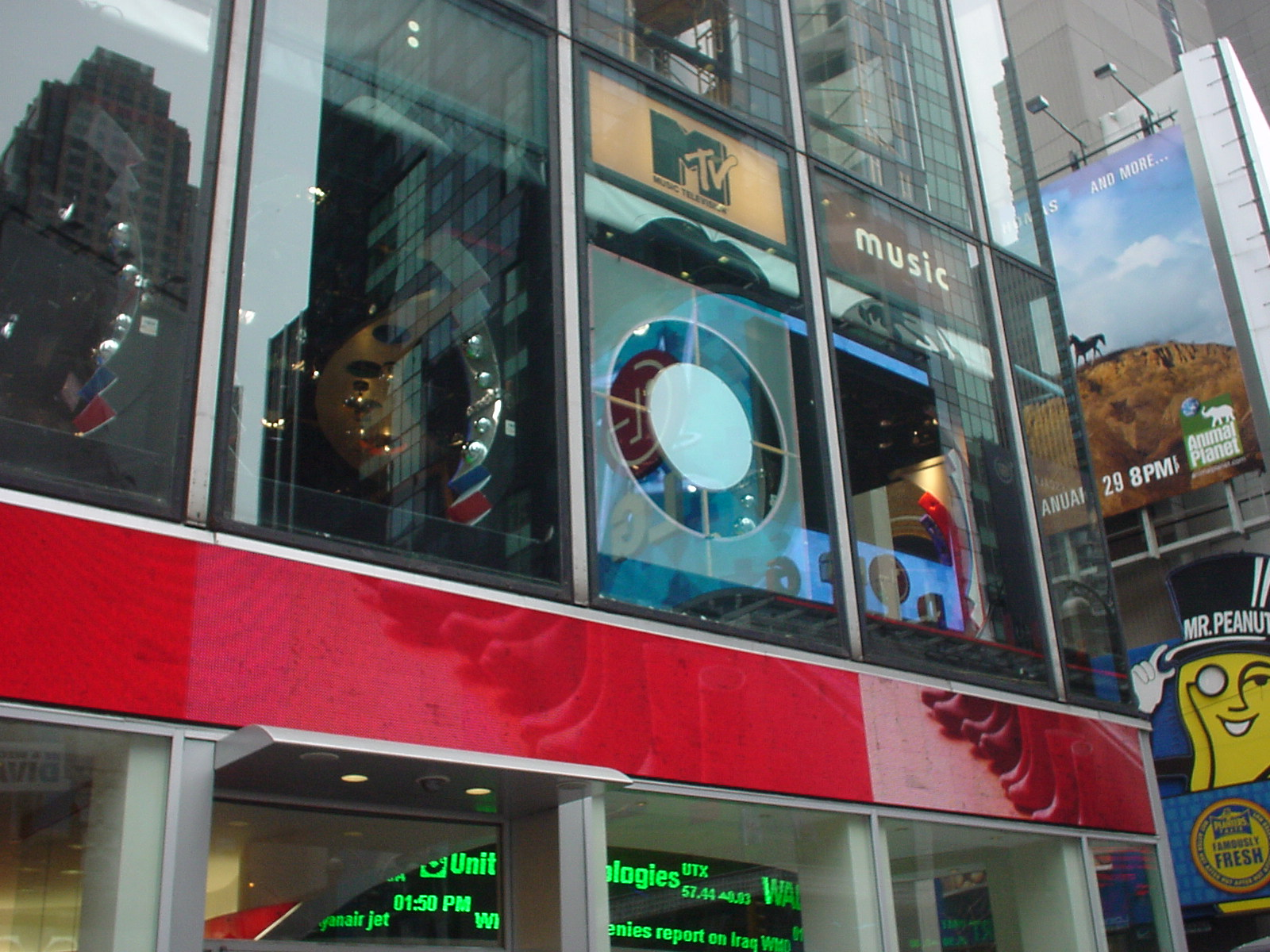
موقع برنامج توتال ريكويست لايف في أبتاون ستديو

ون أستور بلازا (بالإنجليزية: One Astor Plaza)‏ هي ناطحة سحاب تقع في منطقة تايمز سكوير في وسط مانهاتن، نيويورك. يبلغ طول المبنى 54 طابقًا ويبلغ ارتفاعه 745 قدم (227 م). تم تصميمه من قبل دِر سكوت وإلاي جاي خان وجايكوب. يقع في 1515 برودواي بين غرب الـ44 وشارع الـ55 وهو حاليًا المقر الرئيسي لـ فاياكوم سي بي إس ويضم استوديوهات إم تي في وريفلون وفاشون ون ومسرح مينسكوف ومسرح بلاي ستيشن وبعض منافذ البيع بالتجزئة. احتل فندق أستور الموقع من عام 1904 إلى عام 1967. بدأ تشييد المبنى في عام 1968 واكتمل في عام 1972. كان المبنى هو المقر الرئيسي لسلسلة التجزئة دبليو تي غرانت، والتي استأجرت ما يقرب من 400,000 قدم مربع (37,000 م2) من المساحة الموجودة في الطوابق الـ14 العليا في المبنى، ولكن احتلها فقط لمدة أربع سنوات حتى تصفيتها عام 1976.
وهي مملوكة ومدارة بواسطة إس إل غرين ريلاتي كوربوريشن.

## روابط خارجية
- Emporis.com
- NYC Architecture.com